# Макроекономічне планування
Макроекономічне планування — це наукове передбачення рівня розвитку і результатів функціонування суспільного виробництва, засноване на встановленні закономірностей і тенденцій соціального і науково-технічного прогресу, накопиченого досвіду і господарської практики, об'єктивних залежностей і причинно-наслідкових зв'язків в народному господарстві.
Макроекономічне планування як складова механізму державного регулювання економіки широко використовується в економічно розвинених країнах із метою соціально-економічної стабілізації, забезпечення динамічності розвитку економіки.
Науковою основою макроекономічного планування є економічна теорія.

## Форми
Розрізняють три головні форми макроекономічного планування: директивне, індикативне та стратегічне.
- Директивне макроекономічне планування — форма прояву жорсткого державного регулювання економіки. Було притаманне колишньому СРСР.[3]
- Індикативне макроекономічне планування — форма зумовлюючого рекомендуючого централізованого визначення стратегічних цілей і першочергових задач в сфері економічного і соціального розвитку країни.[4]
- Стратегічне макроекономічне планування — форма планування, що полягає в забезпеченні виживання економічної одиниці будь-якого рівня на динамічному ринку шляхом виявлення та утворення довготермінової стійкої відповідності між цілями системи, її ринковими шансами та внутрішнім потенціалом. Притаманне сучасному Європейському союзу.[3]

За ознакою терміновості вирішуваних цілей виділяють ще тактичне макроекономічне планування.